# Tintin (revistă)
Tintin (în franceză Le Journal de Tintin, în neerlandeză Kuifje) a fost o revistă săptămânală de benzi desenate din a doua jumătate a secolului al XX-lea. Subintitulată „Revistă pentru tineret între 7 și 77 ani”, a fost una dintre publicațiile majore ale universului benzilor desenate europene și a imprimat serii notabile precum Blake și Mortimer, Alix și titlul principal Aventurile lui Tintin. Publicată inițial de editura Le Lombard, primul număr a fost lansat în 1946 și și-a încetat apariția în 1993.
Revista Tintin avea o schemă de publicare complexă. Conținutul principal al revistei se concentra pe una sau două pagini noi din mai multe albume de benzi desenate viitoare care încă nu erau publicate întregi, atrăgând astfel cititori săptămânali care nu puteau să aștepte publicarea albumelor. Existau mai multe povești în desfășurare în fiecare moment dat, oferind o publicitate largă artiștilor mai puțin cunoscuți. Tintin a fost disponibil și legat ca o colecție cu coperți cartonate sau broșate. Revista a inclus întotdeauna conținuturi de umplutură (filler material), unele dintre acestea de interes considerabil pentru fani, de exemplu versiuni alternative ale paginilor poveștilor Tintin și interviuri cu autori și artiști. Nu toate benzile desenate apărute în Tintin ajungeau ulterior să fie puse în forma de carte, ceea ce era un alt stimulent pentru a abonarea la revistă. Dacă revista tipărită Tintin avea o calitate ridicată în comparație cu benzile desenate americane din deceniul anilor 1970, calitatea albumelor a fost excepțională, utilizând hârtie și procese de imprimare costisitoare (și având prețuri corespondente la fel de ridicate).

## Autori principali și serii
- Édouard Aidans: Tounga (1961–1985), Bob Binn (1960–1977), Marc Franval (1963–1974)
- Andreas: Rork (1978–1993)
- Dino Attanasio: Signor Spaghetti (1957–1978), Modeste et Pompon, (1959–1968)
- Jo-El Azara: Taka Takata (1965–1980)
- Bara: Max L'Explorateur (1968–1975), Cro-Magnon (1974–1993)
- Berck: Strapontin (1958–1968)
- Gordon Bess: Redeye (1969–1990)
- Bom: Julie, Claire, Cécile et les autres... (1982–1993)
- Cosey: Jonathan (1975–1986)
- François Craenhals: Le Chevalier Ardent (1966–1986), Pom et Teddy (1953–1968)
- Paul Cuvelier: Corentin (1946–1984, sporadic)
- Dany: Olivier Rameau (1968–1988)
- Bob de Groot: Clifton (1970–1990), Robin Dubois (1969–1986)
- Bob de Moor: Barelli (1950–1986, sporadic), Professeur Tric (1950–1979)
- Christian Denayer: Alain Chevalier (1976–1985), Casseurs (1975–1990)
- Derib: Buddy Longway (1972–1987), Go West (1971–1978), Yakari (1978–1982)
- André-Paul Duchâteau: Ric Hochet (1959–1992), Chick Bill (1965–1970)
- Dupa: Cubitus (1968–1993), Chlorophylle (1971–1983)
- André Franquin: Modeste et Pompon (1955–1959)
- Fred and Liliane Funcken: Diverse benzi desenate istorice (1952–1988)
- Géri: Mr. Magellan (1969–1979)
- Christian Godard: Martin Milan (1967–1984)
- René Goscinny: Oumpa-Pah (1958–1962), Signor Spaghetti (1957–1978)
- Jean Graton: Michel Vaillant (1957–1976)
- Greg: Zig, Puce et Alfred (1963–1969), Bernard Prince (1966–1985), Chick Bill (1958–1987) etc.
- Hachel: Benjamin (1969–1980)
- Hergé: Aventurile lui Tintin (1946–1966, 1975), Jo, Zette et Jocko (1946–1954), Quick et Flupke (1947–1955)
- Hermann: Bernard Prince (1966–1980), Comanche (1969–1982)
- Edgar Pierre Jacobs: Blake et Mortimer (1946–1972, 1990)
- Raymond Macherot: Chlorophylle (1954–1966), Clifton (1959–1963)
- Maurice Maréchal: Prudence Petitpas (1957–1969)
- Jacques Martin: Alix (1948–1985), Lefranc (1952–1982, sporadic)
- Mittéï: Indésirable Désiré (1960–1977), 3A (1962–1967), Modeste et Pompon (1965–1975)
- Mouminoux: Rififi (1970–1980)
- Eddy Paape: Luc Orient (1967–1984)
- Raymond Reding: Jari (1957–1978), Section R (1971–1979)
- Grzegorz Rosinski: Thorgal (1977–1992), Hans (1980–1993)
- Sidney: Julie, Claire, Cécile et les autres... (1982–1993)
- Tibet: Ric Hochet (1955–1992), Chick Bill (1955–1993)
- Turk: Clifton (1970–1983), Robin Dubois (1969–1986)
- Albert Uderzo: Oumpah-pah (1958–1962)
- Jean Van Hamme: Thorgal (1977–1992)
- William Vance: Bruno Brazil (1967–1983), Bob Morane (1975–1993)
- Willy Vandersteen: Bob et Bobette (1948–1958, 1981), Altesse Riri (1953–1960)
- Vicq: Taka Takata (1965–1980)
- Albert Weinberg: Dan Cooper (1954–1977)
- Weyland: Aria (1980–1992)